# Sorø Station
Sorø Station på København-Korsør-banen er Danmarks næstældste bevarede jernbanestation - efter Roskilde. Den blev bygget i 1856 til åbningen af jernbanestrækningen Roskilde-Korsør, som blev anlagt af Sjællandske Jernbane Selskab (SJS).
Pga. søerne omkring Sorø kom stationen til at ligge 1½ km syd for byens centrum i bydelen Frederiksberg. Ønsket om en station inde i byen blev imødekommet med Sorø Bystation på Sorø-Vedde Banen, der blev åbnet i 1903. Persontrafikken på denne bane blev dog indstillet allerede i 1933, og banen blev lukket helt i 1950. Mens bystationen fandtes, blev Sorø Station også kaldt Sorø Landstation.
Stationens hovedbygning og sidebygninger (opført i 1856 og ændret 1888-99 af N.P.C Holsøe), samt vestre vandtårn (opført 1922 af K.T. Seest) blev fredet i 1993.

## Antal rejsende
Ifølge Østtællingen 2008 var udviklingen i antallet af dagligt afrejsende:
| År   | Antal |
| ---- | ----- |
| 2003 | 1.045 |
| 2004 | 1.148 |
| 2005 | 1.110 |
| 2006 | 1.071 |
| 2007 | 977   |
| 2008 | 1.079 |